# Pedro Augusto de Sajonia-Coburgo y Braganza
Pedro Augusto de Sajonia-Coburgo y Braganza (Río de Janeiro, 19 de marzo de 1866 - Tulln an der Donau, 7 de julio de 1934), príncipe de Brasil y príncipe de Sajonia-Coburgo-Gotha, fue el hijo mayor de la princesa Leopoldina de Brasil y su marido, Luis Augusto de Sajonia-Coburgo-Gotha. Era además el nieto mayor del emperador Pedro II. Se le apodó El preferido y El predilecto y fue el segundo en la línea de sucesión al trono brasileño durante sus primeros años de vida. 
Pedro Augusto fue el primer príncipe del mundo que se graduó en Ingeniería civil y escribió diversos trabajos sobre mineralogía. Heredó el gusto por los estudios de su abuelo y fue miembro del Instituto de Francia, del Instituto Histórico y Geográfico Brasileño e incluso llegó a dar una conferencia sobre minerales en la Academia de las Ciencias francesa.
A pesar de los derechos que tenían los hijos de la princesa Isabel de Brasil (que eran los herederos legítimos), el príncipe siguió con la idea de suceder a su abuelo hasta la caída del Imperio en 1889. Participó activamente en los intentos de modificar la constitución en su favor, reuniendo diversos partidarios a su alrededor, contrarios a un tercer reinado de su tía; estas actitudes le valieron, en el Parlamento, el apodo de El príncipe conspirador. El fracaso de sus planes fue una de las principales causas de los trastornos mentales que padeció desde la proclamación de la República hasta su muerte.

## Biografía

### Familia y primeros años

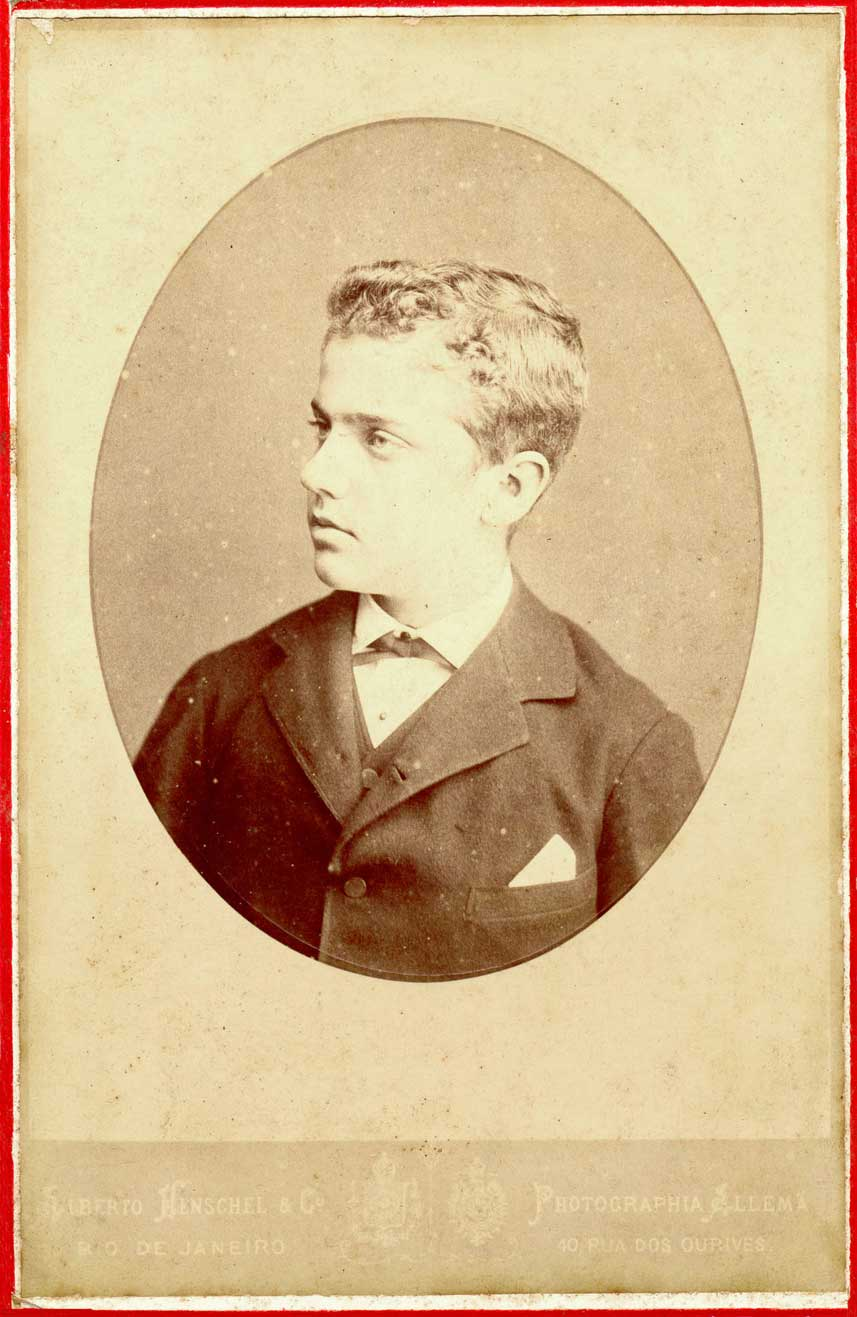
Pedro Augusto durante su infancia.

Era el hijo mayor del príncipe Luis Augusto de Sajonia-Coburgo-Gotha y de Leopoldina de Brasil, princesa de Brasil. Fue, también, el primer nieto del emperador Pedro II y la emperatriz Teresa Cristina. Sus abuelos paternos eran el príncipe Augusto de Sajonia-Coburgo-Gotha y la princesa Clementina de Orleans, hija del rey Luis Felipe I de Francia.
Debido a la falta de herederos por parte de la princesa Isabel de Brasil y un aborto espontáneo que sufrió Leopoldina durante su primer embarazo, hubo grandes expectativas en torno al nacimiento de Pedro Augusto. En los últimos días de embarazo, el consejo de ministros y los representantes del poder legislativo, los grandes de Brasil, así como el cuerpo diplomático fueron avisados del gran acontecimiento:

Teniendo Su Majestad el Emperador a bien que, cuando su alteza doña Leopoldina se acerque al momento de dar a luz, bien sea de día o noche, el príncipe o princesa, cuyo feliz nacimiento se espera, los ministros, los consejeros y los grandes del Imperio acudan al palacio donde reside su alteza para lo cual se utilizará como señal unos fuegos artificiales lanzados desde el palacio de São Cristóvão a los que se les unirá otros en la puerta del castillo

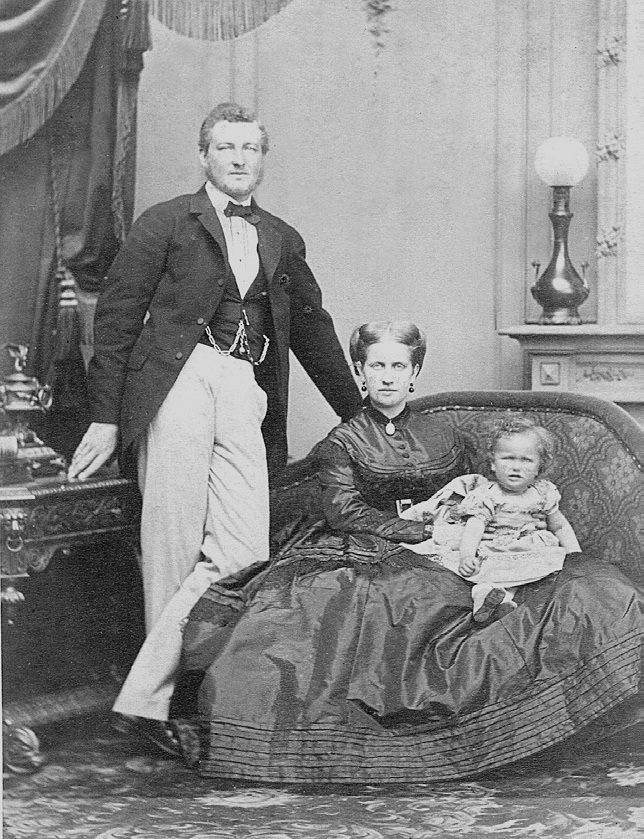
Pedro Augusto con sus padres, Leopoldina de Brasil y Luis Augusto de Sajonia-Coburgo-Gotha.

El 19 de marzo de 1866 a las 16:10 El preferido vino al mundo. Su nacimiento fue anunciado con tres fuegos artificiales lanzados desde el palacio imperial de São Cristóvão seguidos de salvas de cañones de las fortalezas y de los barcos atracados. El bautizo se realizó el 4 de abril en la capilla real y los padrinos fueron el emperador Pedro II y la reina de Francia María Amalia de Borbón-Dos Sicilias (representada por la abuela Teresa Cristina), que murió dieciséis días antes, pero cuya defunción no había sido notificada debido a la lentitud de las comunicaciones. En el discurso del trono del 3 de mayo de aquel año, el emperador afirmó:

Henchido de placer os anuncio el nacimiento del príncipe Pedro, fruto del feliz matrimonio de mi muy querida hija la princesa Leopoldina con mi preciado yerno, el duque de Sajonia.

Debido a lo dispuesto en el pacto matrimonial entre la princesa Leopoldina y el duque de Sajonia, la pareja se comprometía a residir parte del año en Brasil hasta que el emperador no considerase asegurada la sucesión por parte de la princesa Isabel. Por ello, Pedro Augusto pasó la mayor parte de su primera infancia entre Brasil y Europa.

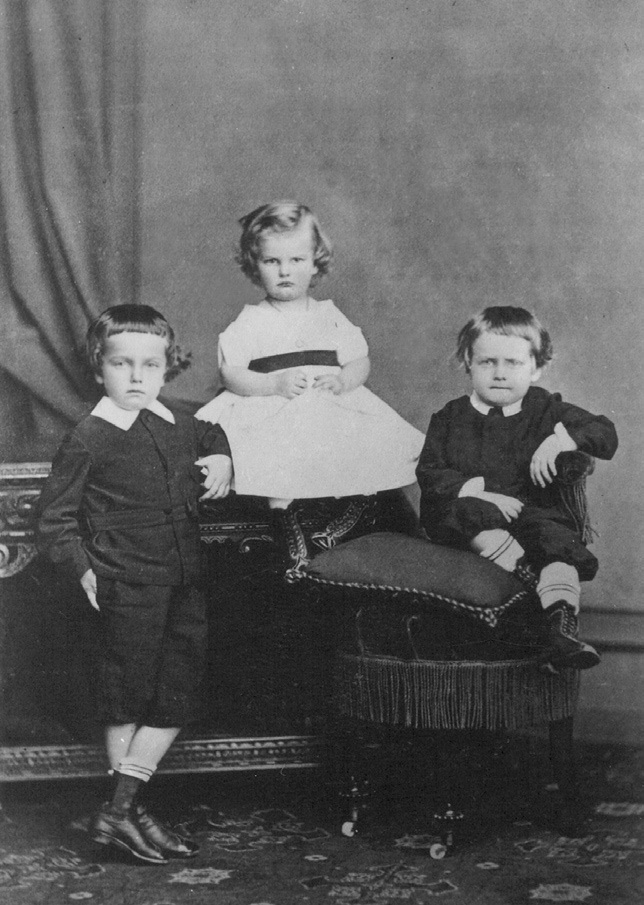
Pedro Augusto con sus hermanos José (en el centro) y Augusto Leopoldo (a la derecha) en 1871.

Pocas semanas después del nacimiento de su cuarto y último hijo, el príncipe Luis Gastón, Leopoldina contrajo fiebre tifoidea y murió en Viena el 7 de febrero de 1871 a los veintitrés años. Ese mismo año, el emperador y su mujer realizan su primera visita a Europa donde un consejo de familia decide que Pedro Augusto y su hermano Augusto Leopoldo deben volver a Brasil para que sean educados por los abuelos maternos.

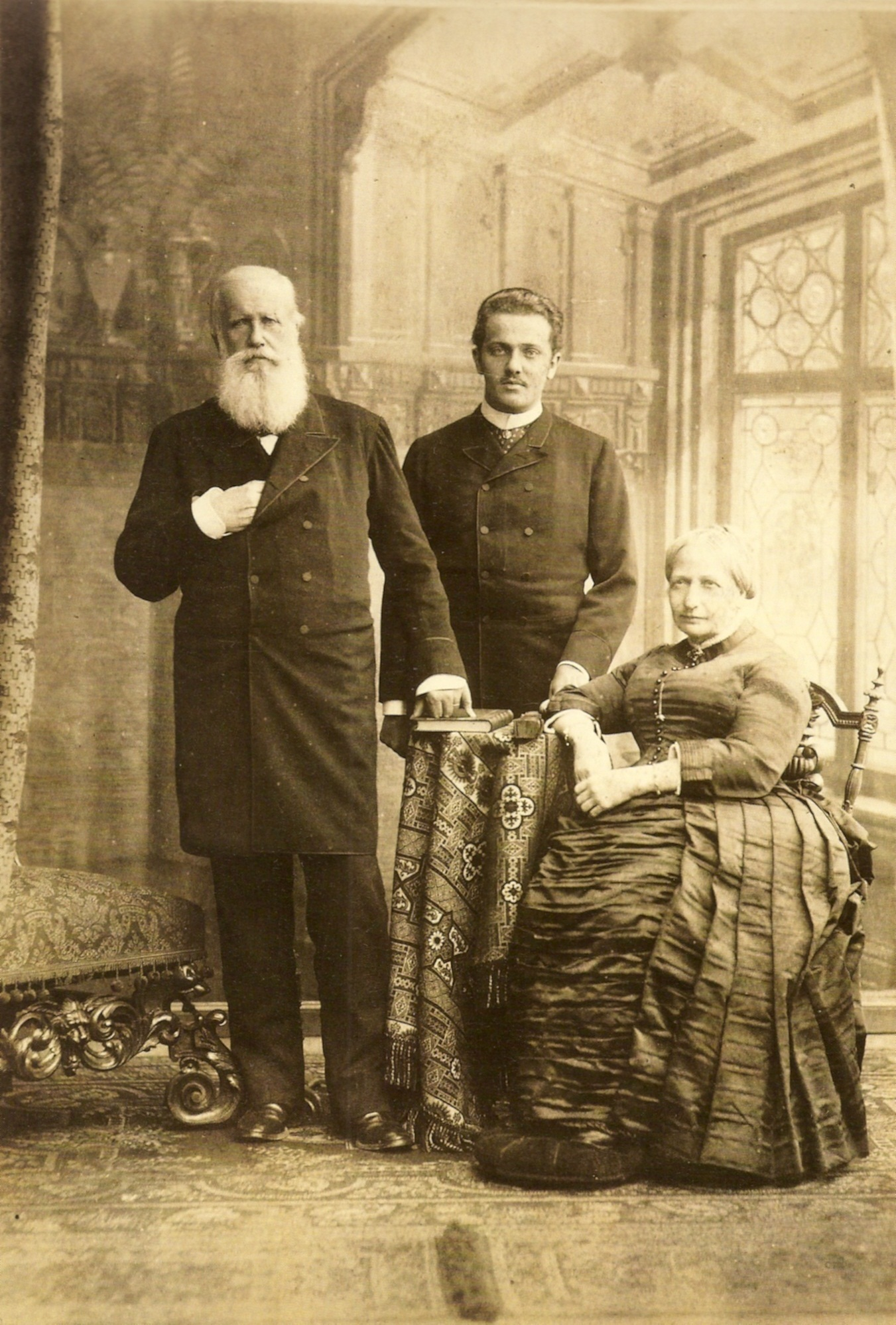
Pedro Augusto entre sus abuelos maternos: el emperador Pedro II y la emperatriz Teresa Cristina de Brasil.

A petición del emperador, el médico Manuel Pachecho da Silva, futuro barón de Pacheco, dejó atrás sus funciones de director del colegio Pedro II para convertirse en preceptor de los nietos, ya que según el propio emperador:

...hablan portugués de forma pésima y sólo conocen la lengua alemana.

Con ocho años, el joven príncipe fue matriculado en el colegio Pedro II y consiguió un título en Ciencia y Letras en 1881. El 1 de abril de 1887 se graduó en ingeniería civil por la escuela politécnica de la universidad Federal de Río de Janeiro, aunque ya había dado una conferencia en la Academia de las Ciencias francesa. Estudioso como lo había sido su abuelo, fue miembro del Instituto de Francia y autor de varias obras sobre mineralogía, hoy consideradas de gran valor.

### La sucesión imperial

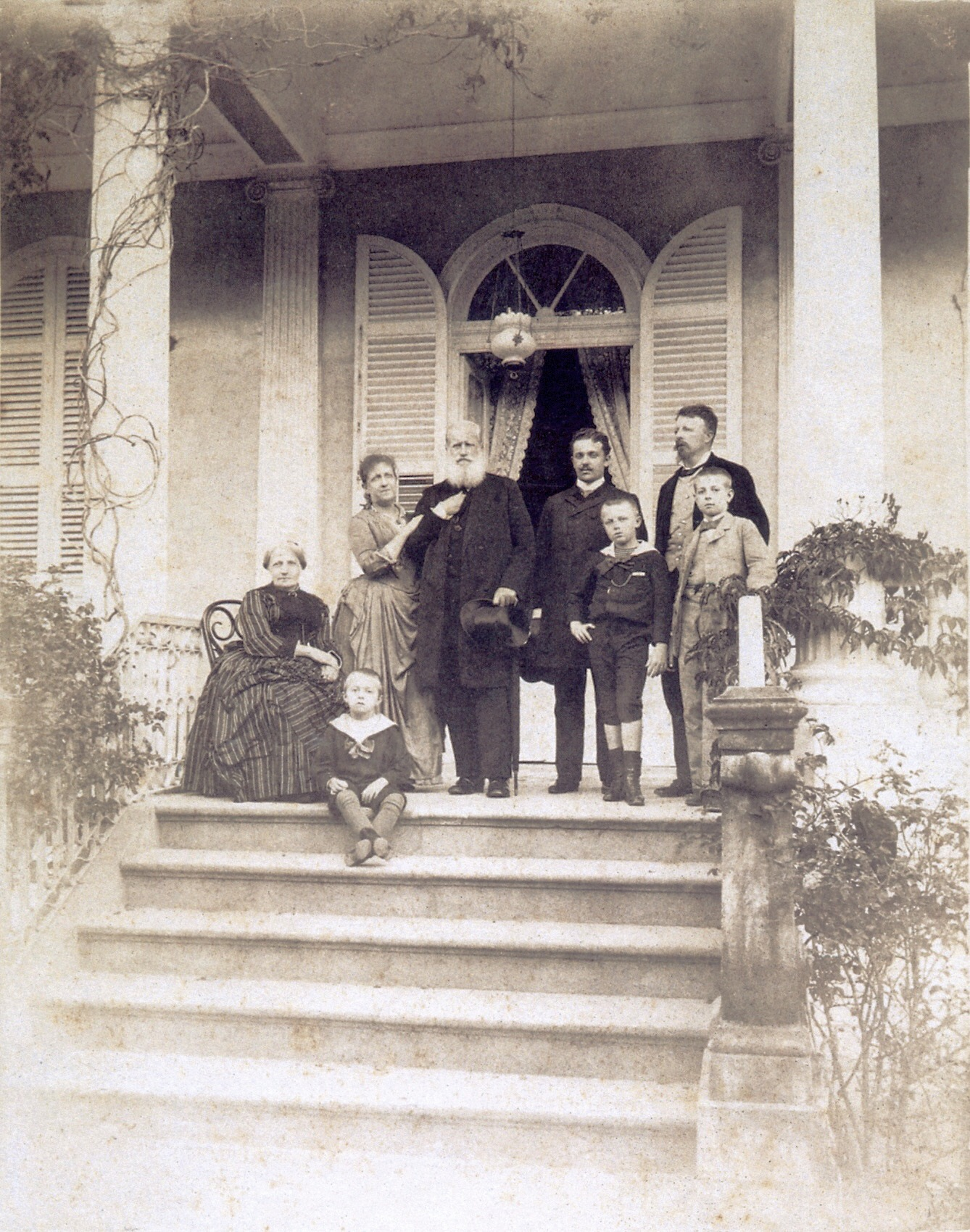
La familia imperial en 1889. De izquierda a derecha: Teresa Cristina, Antonio, Isabel, Pedro II, Pedro Augusto, Luis, el conde de Eu y Pedro de Alcántara.

La aparente esterilidad de la princesa Isabel elevó a Pedro Augusto al "estatus" de heredero presunto desde el día de su nacimiento. Considerado el nieto predilecto del emperador, a quien estuvo unido por lazos de afecto e intereses comunes, el príncipe se vio desplazado de la línea de sucesión con nueve años, por el nacimiento de su primo Pedro de Alcántara, a quien se le dio el título de príncipe de Gran Pará.
El cambio de la situación afectaría considerablemente al comportamiento de Pedro Augusto. Tras el nacimiento de su primo y durante toda la adolescencia, el príncipe empezó a sufrir insomnio, intensos dolores de cabeza, palpitaciones y temblores en las manos. Padecía asimismo un recurrente miedo a la muerte, ya que temía estar infectado de la misma enfermedad que mató a su madre, y esto se convirtió en una preocupación para el padre y los abuelos.
La preferencia del emperador por su nieto mayor era motivo de celos para la princesa Isabel y alimentaba los rumores sobre un cambio en la línea sucesoria. La correspondencia diplomática y la prensa dejaban entrever la división familiar y el rechazo de la élite política a la exaltación religiosa de la princesa Isabel y a las pretensiones al trono del conde de Eu y acabaron por crear una corriente favorable a un tercer reinado encabezado por Pedro Augusto.
Se instaló en el palacio Imperial y empezó a hacerse bastante popular gracias a sus recepciones y banquetes donde llegaba incluso a crear una corte informal en torno a su persona compuesta por personas que lo agasajaban generosamente. Las sumas de dinero que pedía a su padre aumentaron de forma considerable y llevaron a Luis Augusto a pedir explicaciones al emperador:

Es increíble cómo le gusta gastar dinero y cómo sus cartas son sólo para pedir dinero y más dinero. Es triste porque con su edad no debería preocuparse por este asunto. Mis órdenes son que se le dé sólo 200 reales al mes (...) Me dirijo a usted, Majestad, para no hablar de esto a Pedro. Él me ha pedido que le de 500 000 reales para gastos de viaje. ¿Es un viaje planeado o sólo está en la imaginación de Pedro? También quiere hacer un regalo de mil reales a su profesor, el año pasado el regalo fue mucho más barato.

El Príncipe Consipirador, como lo llamaban en el Parlamento, tuvo según sus contemporáneos una activa participación en la campaña que pretendía ascenderlo al trono en detrimento de su tía y su primo. Su mayor mentor de aquella época y uno de sus más firmes partidarios fue Adalberto Gastão de Sousa Dias, presidente del consejo de ministros entre 1884 y 1885. En Europa, donde estuvo con sus abuelos entre 1887 y 1888, Eduardo Prado y el barón de Estrela se encargaron de orientarlo y de hacer que se propagaran sus virtudes en contraste con los "defectos" de la princesa Isabel.
De hecho, en su gira europea, Pedro Augusto fue recibido con el boato propio del sucesor de Pedro II en todos los países y casas reales por donde estuvo y su popularidad creció visiblemente. En Francia, recibió la gran cruz de la Legión de Honor de manos de Sadi Carnot y, en Portugal, el rey Luis I le concedió la gran cruz de la Orden de la Torre y Espada. Su vuelta a Brasil agudizó la silenciosa crisis en el seno de la familia imperial. El apoyo al príncipe creció en número y en peso político: el barón de Maia Monteiro, el conde de Figueiredo y el marqués de Paranaguá (amén de otros políticos de renombre) y hasta la propia emperatriz se convirtieron en partidarios suyos. Al entusiasmo del príncipe se contraponían las palabras proféticas de su hermano Augusto: 

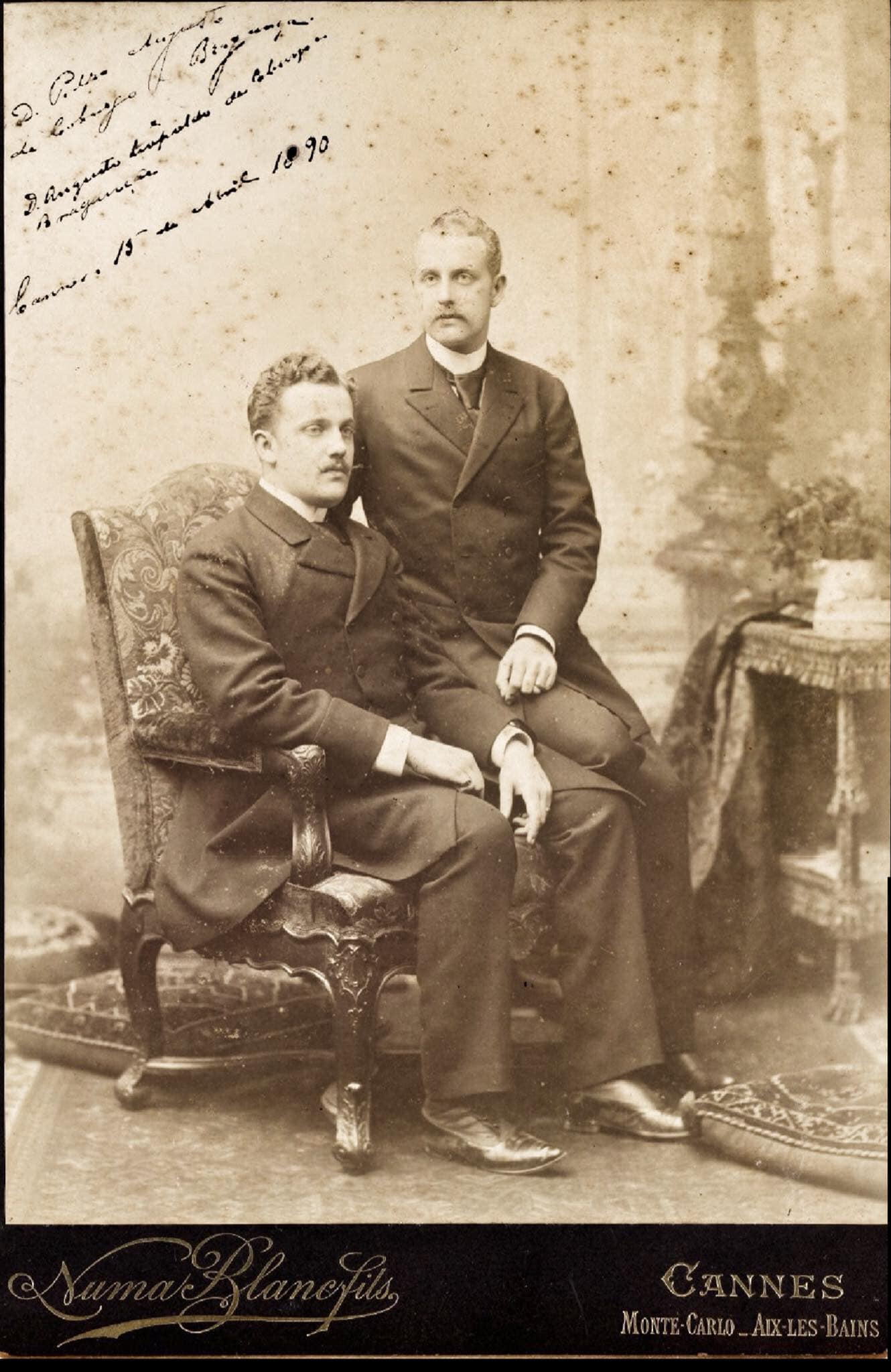
Pedro Augusto (derecha) y su hermano Augusto Leopoldo en el exilio en Cannes, en 1890.

Déjalo estar, que la sucesión no es de la beata [la princesa Isabel] ni del manco [el príncipe del Gran Pará] ni del sordo [el conde de Eu] ni tuya tampoco.

### República y exilio
Pedro Augusto supo del golpe militar que supuso la llegada de la República horas después de que ocurriera, cuando volvía de un paseo a caballo. Alegando que tenía que pedir consejo a sus partidarios, tardó en unirse al resto de su familia y llegó al palacio imperial, que estaba cercado por el ejército, hacia el final de la tarde del 15 de noviembre.

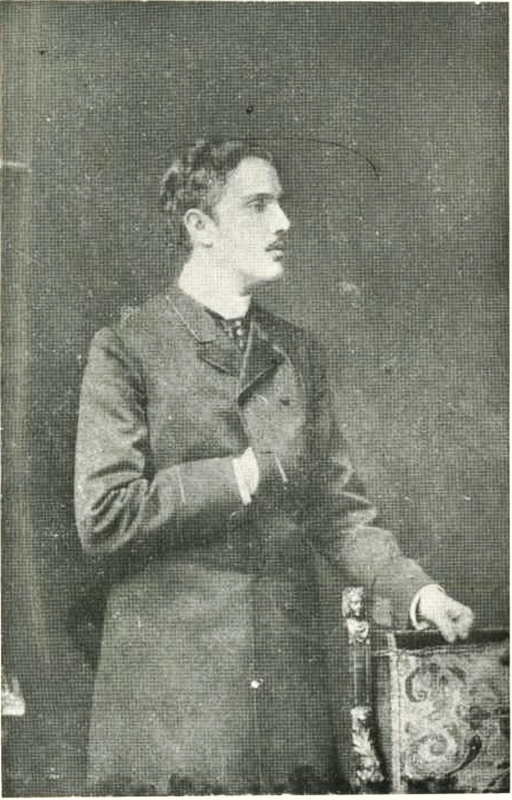
Pedro Augusto en París (1890).

Obligados por el gobierno provisional a salir para el exilio en la madrugada del 17 de noviembre, todos los miembros de la familia imperial, a excepción de Augusto, que se encontraba en un de viaje de circunnavegación con la Armada Imperial en Oriente, fueron embarcados en el barco de vapor "Alagoas" y escoltados por el acorazado "Riachuelo" hasta el límite de las aguas territoriales brasileñas. A bordo del Alagoas el príncipe presentó su primer brote psicótico, ya que intentó estrangular al comandante del barco acusándole de haber recibido dinero si los mataba a todos. Una vez contenido y preso en su camarote sufrió delirios persecutorios y se colocó un flotador salvavidas ante el miedo de que el barco fuese bombardeado. Alternó momentos de excitación y de letargo y se dedicó a tirar botellas al mar con peticiones de socorro. Hay registros de al menos uno de esos mensajes, encontrado en una botella en la playa de Maragogi, en el litoral de Alagoas:

A bordo del Alagoas, 23 de noviembre de 1889, 11 de la mañana:
La familia imperial, confiando en los compromisos del Gobierno provisional y obligada a partir bajo un pretexto de seguridad, el día 17 a las 3, en el crucero Paranaíba, donde escribimos varias cartas y que fue conducida a la bahía de Abraão, donde fue inmediatamente embarcada a bordo de este vapor, dirigido por Riachuelo, diciéndole que irían a Lisboa, se encuentra así como su comitiva en una posición crítica y, seguramente según lo creo, está condenada a una muerte violenta. El peligro es grande. En las aguas de Pernambuco vagando. ¡Dios mío!
D. Pedro Augusto de Coburgo y Braganza

Ya en el exilio, Pedro Augusto es internado para que reciba tratamiento psiquiátrico en Graz. Pocas semanas después recibe el alta y se reúne con sus abuelos. Entonces recibe la noticia de la muerte de Teresa Cristina, la única aliada familiar en sus pretensiones al trono. Con el traslado de la familia a Cannes empieza a contactar con antiguos partidarios y a planear la restauración monárquica en Brasil. Al mismo tiempo, su situación psicológica vuelve a deteriorarse y los pocos conspiradores monárquicos aún en activo comienzan a alejarse del príncipe.

### Locura y muerte

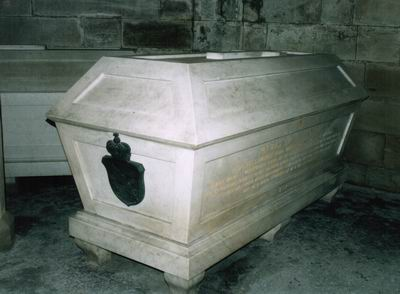
Tumba de Pedro Augusto de Sajonia-Coburgo y Braganza en la iglesia de St. Agustín, en Coburgo.

Con el abandono de los llamados "pedristas", los síntomas psiquiátricos de Pedro Augusto se agravaron progresivamente; se pasaba las noches sin dormir, no comía, balbuceaba palabras incompresibles o le gritaba a enemigos imaginarios. Frecuentemente los criados del palacio Coburgo lo encontraban en cuclillas con la mirada perdida y con espuma en la boca.
Los pocos amigos que le quedaban intentaban en vano ayudarlo. A petición del médico Jean-Martin Charcot, el joven fue examinado por el famoso psicólogo Sigmund Freud como describió Augusto Leopoldo en una carta enviada al barón de Santa Vitória:

Quiero agradecerle la visita del joven doctor Sigmund Freud al buen doctor Jean Charcot. En su opinión, no padecía mi hermano síntoma monomaniaco o de excitación descontrolada, sino que padecía una profunda depresión e infelicidad. Lo que percibió es que estaba agotado y le recomendó, pues, mucho reposo.

Aunque había recuperado la razón, el joven no recuperó el apoyo de sus antiguos correligionarios, que acabaron prefiriendo a su hermano como pretendiente al extinto trono. Con la muerte de Pedro II el 5 de diciembre de 1891, la melancolía y las manías persecutorias volvieron: acusaba a sus tíos —la princesa Isabel y el conde de Eu— de difundir rumores sobre su salud mental, acusaba también a los periodistas de poner en duda su masculinidad y a sus aliados de traición.
En octubre de 1893, artículos publicados en periódicos franceses y argentinos —señalando bien la aclamación de su primo Pedro de Alcántara como emperador de Brasil, bien la aclamación de Augusto Leopoldo— llevaron a Pedro Augusto al borde del colapso. Vestido con todas las bandas y galardones de todas las órdenes que le fueron concedidas, el príncipe salió cabalgando por las calles de Viena de madrugada, preso de sus delirios persecutorios. Tras ser contenido y llevado al palacio Coburgo intentó suicidarse tirándose por una de las ventanas de su cuarto.
Internado por el padre en un sanatorio en Tulln an der Donau, El predilecto pasó el resto de su vida creyendo que se convertiría en emperador de Brasil. El 25 de abril de 1900, todos sus objetos personales fueron subastados en Viena.
Murió el 7 de julio de 1934, a los 68 años y tras más de 40 años de encierro. Su cuerpo fue sepultado en la cripta de la iglesia de San Agustín de Coburgo.

## Condecoraciones
Gran Cruz de la Imperial Orden de la Cruz del Sur
 Gran Cruz de la Imperial Orden de Pedro I
 Gran Cruz de la Imperial Orden de la Rosa
 Gran Cruz de la Orden de la Torre y de la Espada
 Gran Cordón de la Orden de Leopoldo de Bélgica
 Gran Cruz de la Casa Ernestina de Sajonia
 Gran Cruz de la Legión de Honor de Francia
 Gran Cruz de la Orden San Alejandro de Bulgaria

## Ancestros
| \| \| \| \| \| \| \| \| \| \| \| \| \| \| \| \| \| \| \| \| 16. Francisco de Sajonia-Coburgo-Saalfeld \| \| \| \| \| \| \| \| \| \| \| \| \| \| \| \| \| \| \| \| \| \| \| \| \| \| \| \| \| \| \| \| \| \| \| \| \| \| \| \| \| \| \| \| \| \| \| \| \| \| \| \| \| \| 8. Fernando de Sajonia-Coburgo-Gotha \| \| \| \| \| \| \| \| \| \| \| \| \| \| \| \| \| \| \| \| \| \| \| \| \| \| \| \| \| \| \| \| \| \| \| \| \| \| \| \| \| \| \| \| \| \| \| \| \| \| \| \| \| \| 17. Augusta de Reuss-Ebersdorf \| \| \| \| \| \| \| \| \| \| \| \| \| \| \| \| \| \| \| \| \| \| \| \| \| \| \| \| \| \| \| \| \| \| \| \| \| \| \| \| \| \| \| \| \| \| \| \| \| \| \| \| \| \| 4. Augusto de Sajonia-Coburgo-Gotha \| \| \| \| \| \| \| \| \| \| \| \| \| \| \| \| \| \| \| \| \| \| \| \| \| \| \| \| \| \| \| \| \| \| \| \| \| \| \| \| \| \| \| \| \| \| \| \| \| \| \| \| \| \| 18. Francisco José I de Kohary \| \| \| \| \| \| \| \| \| \| \| \| \| \| \| \| \| \| \| \| \| \| \| \| \| \| \| \| \| \| \| \| \| \| \| \| \| \| \| \| \| \| \| \| \| \| \| \| \| \| \| \| \| \| 9. María Antonia de Kohary \| \| \| \| \| \| \| \| \| \| \| \| \| \| \| \| \| \| \| \| \| \| \| \| \| \| \| \| \| \| \| \| \| \| \| \| \| \| \| \| \| \| \| \| \| \| \| \| \| \| \| \| \| \| 19. María Antonia de Waldstein-Wartenberg \| \| \| \| \| \| \| \| \| \| \| \| \| \| \| \| \| \| \| \| \| \| \| \| \| \| \| \| \| \| \| \| \| \| \| \| \| \| \| \| \| \| \| \| \| \| \| \| \| \| \| \| \| \| 2. Luis Augusto de Sajonia-Coburgo-Gotha \| \| \| \| \| \| \| \| \| \| \| \| \| \| \| \| \| \| \| \| \| \| \| \| \| \| \| \| \| \| \| \| \| \| \| \| \| \| \| \| \| \| \| \| \| \| \| \| \| \| \| \| \| \| 20. Luis Felipe II de Orleans \| \| \| \| \| \| \| \| \| \| \| \| \| \| \| \| \| \| \| \| \| \| \| \| \| \| \| \| \| \| \| \| \| \| \| \| \| \| \| \| \| \| \| \| \| \| \| \| \| \| \| \| \| \| 10. Luis Felipe I de Francia \| \| \| \| \| \| \| \| \| \| \| \| \| \| \| \| \| \| \| \| \| \| \| \| \| \| \| \| \| \| \| \| \| \| \| \| \| \| \| \| \| \| \| \| \| \| \| \| \| \| \| \| \| \| 21. Luisa María Adelaida de Borbón \| \| \| \| \| \| \| \| \| \| \| \| \| \| \| \| \| \| \| \| \| \| \| \| \| \| \| \| \| \| \| \| \| \| \| \| \| \| \| \| \| \| \| \| \| \| \| \| \| \| \| \| \| \| 5. Clementina de Orleans \| \| \| \| \| \| \| \| \| \| \| \| \| \| \| \| \| \| \| \| \| \| \| \| \| \| \| \| \| \| \| \| \| \| \| \| \| \| \| \| \| \| \| \| \| \| \| \| \| \| \| \| \| \| 22. Fernando I de las Dos Sicilias \| \| \| \| \| \| \| \| \| \| \| \| \| \| \| \| \| \| \| \| \| \| \| \| \| \| \| \| \| \| \| \| \| \| \| \| \| \| \| \| \| \| \| \| \| \| \| \| \| \| \| \| \| \| 11. María Amalia de Borbón-Dos Sicilias \| \| \| \| \| \| \| \| \| \| \| \| \| \| \| \| \| \| \| \| \| \| \| \| \| \| \| \| \| \| \| \| \| \| \| \| \| \| \| \| \| \| \| \| \| \| \| \| \| \| \| \| \| \| 23. María Carolina de Austria \| \| \| \| \| \| \| \| \| \| \| \| \| \| \| \| \| \| \| \| \| \| \| \| \| \| \| \| \| \| \| \| \| \| \| \| \| \| \| \| \| \| \| \| \| \| \| \| \| \| \| \| \| \| 1. Pedro Augusto de Sajonia-Coburgo y Braganza \| \| \| \| \| \| \| \| \| \| \| \| \| \| \| \| \| \| \| \| \| \| \| \| \| \| \| \| \| \| \| \| \| \| \| \| \| \| \| \| \| \| \| \| \| \| \| \| \| \| \| \| \| \| 24. Juan VI de Portugal \| \| \| \| \| \| \| \| \| \| \| \| \| \| \| \| \| \| \| \| \| \| \| \| \| \| \| \| \| \| \| \| \| \| \| \| \| \| \| \| \| \| \| \| \| \| \| \| \| \| \| \| \| \| 12. Pedro I de Brasil \| \| \| \| \| \| \| \| \| \| \| \| \| \| \| \| \| \| \| \| \| \| \| \| \| \| \| \| \| \| \| \| \| \| \| \| \| \| \| \| \| \| \| \| \| \| \| \| \| \| \| \| \| \| 25. Carlota Joaquina de Borbón \| \| \| \| \| \| \| \| \| \| \| \| \| \| \| \| \| \| \| \| \| \| \| \| \| \| \| \| \| \| \| \| \| \| \| \| \| \| \| \| \| \| \| \| \| \| \| \| \| \| \| \| \| \| 6. Pedro II de Brasil \| \| \| \| \| \| \| \| \| \| \| \| \| \| \| \| \| \| \| \| \| \| \| \| \| \| \| \| \| \| \| \| \| \| \| \| \| \| \| \| \| \| \| \| \| \| \| \| \| \| \| \| \| \| 26. Francisco I de Austria \| \| \| \| \| \| \| \| \| \| \| \| \| \| \| \| \| \| \| \| \| \| \| \| \| \| \| \| \| \| \| \| \| \| \| \| \| \| \| \| \| \| \| \| \| \| \| \| \| \| \| \| \| \| 13. María Leopoldina de Austria \| \| \| \| \| \| \| \| \| \| \| \| \| \| \| \| \| \| \| \| \| \| \| \| \| \| \| \| \| \| \| \| \| \| \| \| \| \| \| \| \| \| \| \| \| \| \| \| \| \| \| \| \| \| 27. María Teresa de las Dos Sicilias \| \| \| \| \| \| \| \| \| \| \| \| \| \| \| \| \| \| \| \| \| \| \| \| \| \| \| \| \| \| \| \| \| \| \| \| \| \| \| \| \| \| \| \| \| \| \| \| \| \| \| \| \| \| 3. Leopoldina de Brasil \| \| \| \| \| \| \| \| \| \| \| \| \| \| \| \| \| \| \| \| \| \| \| \| \| \| \| \| \| \| \| \| \| \| \| \| \| \| \| \| \| \| \| \| \| \| \| \| \| \| \| \| \| \| 28. Fernando I de las Dos Sicilias (=22) \| \| \| \| \| \| \| \| \| \| \| \| \| \| \| \| \| \| \| \| \| \| \| \| \| \| \| \| \| \| \| \| \| \| \| \| \| \| \| \| \| \| \| \| \| \| \| \| \| \| \| \| \| \| 14. Francisco I de las Dos Sicilias \| \| \| \| \| \| \| \| \| \| \| \| \| \| \| \| \| \| \| \| \| \| \| \| \| \| \| \| \| \| \| \| \| \| \| \| \| \| \| \| \| \| \| \| \| \| \| \| \| \| \| \| \| \| 29. María Carolina de Austria (=23) \| \| \| \| \| \| \| \| \| \| \| \| \| \| \| \| \| \| \| \| \| \| \| \| \| \| \| \| \| \| \| \| \| \| \| \| \| \| \| \| \| \| \| \| \| \| \| \| \| \| \| \| \| \| 7. Teresa Cristina de Borbón y Dos Sicilias \| \| \| \| \| \| \| \| \| \| \| \| \| \| \| \| \| \| \| \| \| \| \| \| \| \| \| \| \| \| \| \| \| \| \| \| \| \| \| \| \| \| \| \| \| \| \| \| \| \| \| \| \| \| 30. Carlos IV de España \| \| \| \| \| \| \| \| \| \| \| \| \| \| \| \| \| \| \| \| \| \| \| \| \| \| \| \| \| \| \| \| \| \| \| \| \| \| \| \| \| \| \| \| \| \| \| \| \| \| \| \| \| \| 15. María Isabel de Borbón \| \| \| \| \| \| \| \| \| \| \| \| \| \| \| \| \| \| \| \| \| \| \| \| \| \| \| \| \| \| \| \| \| \| \| \| \| \| \| \| \| \| \| \| \| \| \| \| \| \| \| \| \| \| 31. María Luisa de Parma \| \| \| \| \| \| \| \| \| \| \| \| \| \| \| \| \| \| \| \| \| \| \| \| \| \| \| \| \| \| \| \| \| \| \| \| \| \| \| \| \| \| \| \| \| \| \| \| \| \| \| \| |                                                |  |  |  |  |  |  |  |  |  |  |  |  |  |  |  |
| |                                                |  |  |  |  |  |  |  |  |  |  |  |  |  |  |  |
| | 16. Francisco de Sajonia-Coburgo-Saalfeld      |  |  |  |  |  |  |  |  |  |  |  |  |  |  |  |
| |                                                |  |  |  |  |  |  |  |  |  |  |  |  |  |  |  |
| |                                                |  |  |  |  |  |  |  |  |  |  |  |  |  |  |  |
| | 8. Fernando de Sajonia-Coburgo-Gotha           |  |  |  |  |  |  |  |  |  |  |  |  |  |  |  |
| |                                                |  |  |  |  |  |  |  |  |  |  |  |  |  |  |  |
| |                                                |  |  |  |  |  |  |  |  |  |  |  |  |  |  |  |
| | 17. Augusta de Reuss-Ebersdorf                 |  |  |  |  |  |  |  |  |  |  |  |  |  |  |  |
| |                                                |  |  |  |  |  |  |  |  |  |  |  |  |  |  |  |
| |                                                |  |  |  |  |  |  |  |  |  |  |  |  |  |  |  |
| | 4. Augusto de Sajonia-Coburgo-Gotha            |  |  |  |  |  |  |  |  |  |  |  |  |  |  |  |
| |                                                |  |  |  |  |  |  |  |  |  |  |  |  |  |  |  |
| |                                                |  |  |  |  |  |  |  |  |  |  |  |  |  |  |  |
| | 18. Francisco José I de Kohary                 |  |  |  |  |  |  |  |  |  |  |  |  |  |  |  |
| |                                                |  |  |  |  |  |  |  |  |  |  |  |  |  |  |  |
| |                                                |  |  |  |  |  |  |  |  |  |  |  |  |  |  |  |
| | 9. María Antonia de Kohary                     |  |  |  |  |  |  |  |  |  |  |  |  |  |  |  |
| |                                                |  |  |  |  |  |  |  |  |  |  |  |  |  |  |  |
| |                                                |  |  |  |  |  |  |  |  |  |  |  |  |  |  |  |
| | 19. María Antonia de Waldstein-Wartenberg      |  |  |  |  |  |  |  |  |  |  |  |  |  |  |  |
| |                                                |  |  |  |  |  |  |  |  |  |  |  |  |  |  |  |
| |                                                |  |  |  |  |  |  |  |  |  |  |  |  |  |  |  |
| | 2. Luis Augusto de Sajonia-Coburgo-Gotha       |  |  |  |  |  |  |  |  |  |  |  |  |  |  |  |
| |                                                |  |  |  |  |  |  |  |  |  |  |  |  |  |  |  |
| |                                                |  |  |  |  |  |  |  |  |  |  |  |  |  |  |  |
| | 20. Luis Felipe II de Orleans                  |  |  |  |  |  |  |  |  |  |  |  |  |  |  |  |
| |                                                |  |  |  |  |  |  |  |  |  |  |  |  |  |  |  |
| |                                                |  |  |  |  |  |  |  |  |  |  |  |  |  |  |  |
| | 10. Luis Felipe I de Francia                   |  |  |  |  |  |  |  |  |  |  |  |  |  |  |  |
| |                                                |  |  |  |  |  |  |  |  |  |  |  |  |  |  |  |
| |                                                |  |  |  |  |  |  |  |  |  |  |  |  |  |  |  |
| | 21. Luisa María Adelaida de Borbón             |  |  |  |  |  |  |  |  |  |  |  |  |  |  |  |
| |                                                |  |  |  |  |  |  |  |  |  |  |  |  |  |  |  |
| |                                                |  |  |  |  |  |  |  |  |  |  |  |  |  |  |  |
| | 5. Clementina de Orleans                       |  |  |  |  |  |  |  |  |  |  |  |  |  |  |  |
| |                                                |  |  |  |  |  |  |  |  |  |  |  |  |  |  |  |
| |                                                |  |  |  |  |  |  |  |  |  |  |  |  |  |  |  |
| | 22. Fernando I de las Dos Sicilias             |  |  |  |  |  |  |  |  |  |  |  |  |  |  |  |
| |                                                |  |  |  |  |  |  |  |  |  |  |  |  |  |  |  |
| |                                                |  |  |  |  |  |  |  |  |  |  |  |  |  |  |  |
| | 11. María Amalia de Borbón-Dos Sicilias        |  |  |  |  |  |  |  |  |  |  |  |  |  |  |  |
| |                                                |  |  |  |  |  |  |  |  |  |  |  |  |  |  |  |
| |                                                |  |  |  |  |  |  |  |  |  |  |  |  |  |  |  |
| | 23. María Carolina de Austria                  |  |  |  |  |  |  |  |  |  |  |  |  |  |  |  |
| |                                                |  |  |  |  |  |  |  |  |  |  |  |  |  |  |  |
| |                                                |  |  |  |  |  |  |  |  |  |  |  |  |  |  |  |
| | 1. Pedro Augusto de Sajonia-Coburgo y Braganza |  |  |  |  |  |  |  |  |  |  |  |  |  |  |  |
| |                                                |  |  |  |  |  |  |  |  |  |  |  |  |  |  |  |
| |                                                |  |  |  |  |  |  |  |  |  |  |  |  |  |  |  |
| | 24. Juan VI de Portugal                        |  |  |  |  |  |  |  |  |  |  |  |  |  |  |  |
| |                                                |  |  |  |  |  |  |  |  |  |  |  |  |  |  |  |
| |                                                |  |  |  |  |  |  |  |  |  |  |  |  |  |  |  |
| | 12. Pedro I de Brasil                          |  |  |  |  |  |  |  |  |  |  |  |  |  |  |  |
| |                                                |  |  |  |  |  |  |  |  |  |  |  |  |  |  |  |
| |                                                |  |  |  |  |  |  |  |  |  |  |  |  |  |  |  |
| | 25. Carlota Joaquina de Borbón                 |  |  |  |  |  |  |  |  |  |  |  |  |  |  |  |
| |                                                |  |  |  |  |  |  |  |  |  |  |  |  |  |  |  |
| |                                                |  |  |  |  |  |  |  |  |  |  |  |  |  |  |  |
| | 6. Pedro II de Brasil                          |  |  |  |  |  |  |  |  |  |  |  |  |  |  |  |
| |                                                |  |  |  |  |  |  |  |  |  |  |  |  |  |  |  |
| |                                                |  |  |  |  |  |  |  |  |  |  |  |  |  |  |  |
| | 26. Francisco I de Austria                     |  |  |  |  |  |  |  |  |  |  |  |  |  |  |  |
| |                                                |  |  |  |  |  |  |  |  |  |  |  |  |  |  |  |
| |                                                |  |  |  |  |  |  |  |  |  |  |  |  |  |  |  |
| | 13. María Leopoldina de Austria                |  |  |  |  |  |  |  |  |  |  |  |  |  |  |  |
| |                                                |  |  |  |  |  |  |  |  |  |  |  |  |  |  |  |
| |                                                |  |  |  |  |  |  |  |  |  |  |  |  |  |  |  |
| | 27. María Teresa de las Dos Sicilias           |  |  |  |  |  |  |  |  |  |  |  |  |  |  |  |
| |                                                |  |  |  |  |  |  |  |  |  |  |  |  |  |  |  |
| |                                                |  |  |  |  |  |  |  |  |  |  |  |  |  |  |  |
| | 3. Leopoldina de Brasil                        |  |  |  |  |  |  |  |  |  |  |  |  |  |  |  |
| |                                                |  |  |  |  |  |  |  |  |  |  |  |  |  |  |  |
| |                                                |  |  |  |  |  |  |  |  |  |  |  |  |  |  |  |
| | 28. Fernando I de las Dos Sicilias (=22)       |  |  |  |  |  |  |  |  |  |  |  |  |  |  |  |
| |                                                |  |  |  |  |  |  |  |  |  |  |  |  |  |  |  |
| |                                                |  |  |  |  |  |  |  |  |  |  |  |  |  |  |  |
| | 14. Francisco I de las Dos Sicilias            |  |  |  |  |  |  |  |  |  |  |  |  |  |  |  |
| |                                                |  |  |  |  |  |  |  |  |  |  |  |  |  |  |  |
| |                                                |  |  |  |  |  |  |  |  |  |  |  |  |  |  |  |
| | 29. María Carolina de Austria (=23)            |  |  |  |  |  |  |  |  |  |  |  |  |  |  |  |
| |                                                |  |  |  |  |  |  |  |  |  |  |  |  |  |  |  |
| |                                                |  |  |  |  |  |  |  |  |  |  |  |  |  |  |  |
| | 7. Teresa Cristina de Borbón y Dos Sicilias    |  |  |  |  |  |  |  |  |  |  |  |  |  |  |  |
| |                                                |  |  |  |  |  |  |  |  |  |  |  |  |  |  |  |
| |                                                |  |  |  |  |  |  |  |  |  |  |  |  |  |  |  |
| | 30. Carlos IV de España                        |  |  |  |  |  |  |  |  |  |  |  |  |  |  |  |
| |                                                |  |  |  |  |  |  |  |  |  |  |  |  |  |  |  |
| |                                                |  |  |  |  |  |  |  |  |  |  |  |  |  |  |  |
| | 15. María Isabel de Borbón                     |  |  |  |  |  |  |  |  |  |  |  |  |  |  |  |
| |                                                |  |  |  |  |  |  |  |  |  |  |  |  |  |  |  |
| |                                                |  |  |  |  |  |  |  |  |  |  |  |  |  |  |  |
| | 31. María Luisa de Parma                       |  |  |  |  |  |  |  |  |  |  |  |  |  |  |  |
| |                                                |  |  |  |  |  |  |  |  |  |  |  |  |  |  |  |
| |                                                |  |  |  |  |  |  |  |  |  |  |  |  |  |  |  |

| Predecesor: Leopoldina de Brasil | Jefe de la Subdivisión de Sajonia-Coburgo y Braganza 1871-1934 | Sucesor: Teresa Cristina de Sajonia-Coburgo y Braganza |